# 丰特瓦克罗斯
丰特瓦克罗斯（西班牙語：Fuente Vaqueros）是西班牙安达卢西亚自治区格拉纳达省的一个市镇。总面积16平方公里，总人口4020人（2001年），人口密度251人/平方公里。

## 著名人士
西班牙诗人、剧作家费德里戈·加西亚·洛尔卡于1898年6月5日出生在丰特瓦克罗斯。